# Вурцбах
Вурцбах (њем. Wurzbach) град је у њемачкој савезној држави Тирингија. Једно је од 76 општинских средишта округа Зале-Орла. Према процјени из 2010. у граду је живјело 3.515 становника. Посједује регионалну шифру (AGS) 16075133.

## Географски и демографски подаци
Вурцбах се налази у савезној држави Тирингија у округу Зале-Орла. Град се налази на надморској висини од 525 метара. Површина општине износи 72,3 km². У самом граду је, према процјени из 2010. године, живјело 3.515 становника. Просјечна густина становништва износи 49 становника/km².